# Andreas Aarflot (Bischof)
Andreas Aarflot (* 1. Juli 1928 in Yiyang, Provinz Hunan, China) ist ein norwegischer lutherischer Theologe und emeritierter Bischof.

## Leben und Wirken
Aarflot, ein Nachkomme des Volksaufklärers Sivert Knudsen Aarflot und der Erweckungsschriftstellerin Berte Canutte Aarflot, wurde als Sohn der Missionare Olav Aarflot (1902–1971) und Marie geb. Knudsen (1900–1956) in China geboren. Er wuchs in Grefsen (seit 1948 Stadtteil von Oslo) auf, wo er 1946 das Abitur machte. Anschließend studierte er Evangelische Theologie an der Menighetsfakultet (Gemeindefakultät) in Oslo und erlangte 1951 den Grad eines cand. theol. Nach einigen Jahren als Militärgeistlicher und Gemeindepfarrer kehrte er 1960 an die Menighetsfakultet zurück. Er war zuerst Adjunkt, wurde 1968 Lektor und 1970, nach der Promotion zum Dr. theol. an der Universität Oslo mit einer Arbeit über Hans Nielsen Hauge, Dozent. Daneben war er von 1962 bis 1976 Redakteur der Luthersk Kirketidende. 1976 wurde er zum Professor für Kirchengeschichte befördert, aber noch im selben Jahr zum Bischof des Bistums Borg ernannt. Schon im folgenden Jahr wurde er zum Bischof des Bistums Oslo ernannt und 1978 eingeführt. Mit diesem Amt war damals auch das des Präses der Bischofskonferenz der Norwegischen Kirche verbunden. In dieser Eigenschaft krönte Aarflot 1991 Harald V. zum König. Nach dem Eintritt in den Ruhestand im Jahr 1998 übernahm er bis 2003 noch eine Professur für Kirchenrecht an der Hochschule Volda.
Aarflot verfasste eine Reihe von grundlegenden Werken zur norwegischen Kirchengeschichte. Er schaltete sich daneben, sowohl als Autor als auch als Bischof, in das Selbstverständnis der Norwegischen Kirche ein, als deren Basis er die Gemeinden ansah. Er setzte sich für eine Befreiung der Kirche von ihrer Stellung als Staatskirche ein, die 2012 vollzogen wurde. International engagierte er sich vor allem im Lutherischen Weltbund (1973–1990 Mitglied im Exekutivausschuss), war aber auch einer der Autoren der Leuenberger Konkordie von 1973. Das unter seiner Mitwirkung entstandene Porvoo-Abkommen zwischen Anglikanern und Lutheranern lag ihm besonders am Herzen.

## Ehrungen
Aarflot wurde 1979 Kommandeur mit Stern des Sankt-Olav-Ordens. Das St. Olaf College (Northfield (Minnesota)) und das Augustana College (Illinois) zeichneten ihn mit Ehrendoktorwürden aus.

## Werke (Auswahl)
- Norsk kirkehistorie. Bd. 2. Lutherstiftelsen, Oslo 1967.
- Kirke og stat i Norge. Fra reformasjonen til våre dager. Nomi, Oslo 1969.
- Hans Nielsen Hauge. Liv og budskap. Universitetsforlaget, Oslo 1971.
  - Hans Nielsen Hauge. His Life and Message. Augsburg Publishing House, Minneapolis 1979.
- Norsk kirke i tusen år. Universitetsforlaget, Oslo 1978.
- Let the Church be the Church. The Voice and Mission of the People of God. Augsburg Publishing House, Minneapolis 1988.
  - La kirken være kirke. Cappelen, Oslo 1990.
- Arv og ansvar. Verbum, Oslo 1998.
- En tro som bærer. Taler ved høytidsstunder i nasjon og kirke. Verbum, Oslo 1998.
- Trossamfunn og folkekirke. Verbum, Oslo 1999.
- Samtidsspeil eller fytårn? Eide, Bergen 2008.